# アイユーブ・ブアディ
アイユーブ・ブアディ（Ayyoub Bouaddi、2007年10月2日 - ）は、フランス・サンリス出身のサッカー選手。LOSCリール所属。ポジションはMF。

## クラブ経歴
2021年にLOSCリールの下部組織へ入団し、2023年8月21日、3年間のプロ契約をクラブと結んだ。同年10月5日、UEFAヨーロッパカンファレンスリーグのKÍクラクスヴィーク戦にて、先発フル出場してトップチームデビューを飾った。16歳と3日でのデビューをなったが、これはUEFA主催の国際大会における最年少出場記録となった。